# Strandgatan

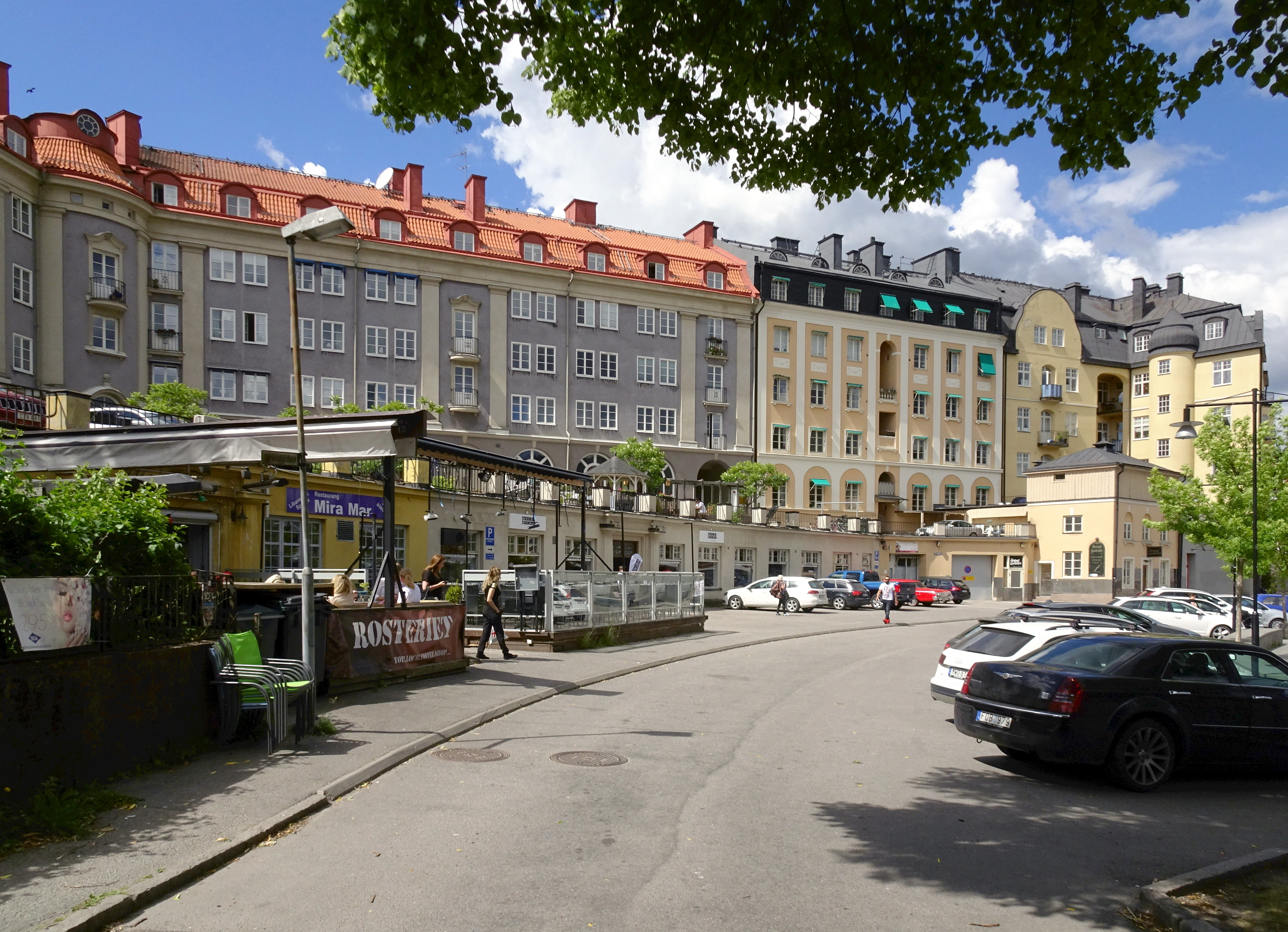
Strandgatan, vy mot norr. I mitten syns fastigheterna Väduren 10 och 2.

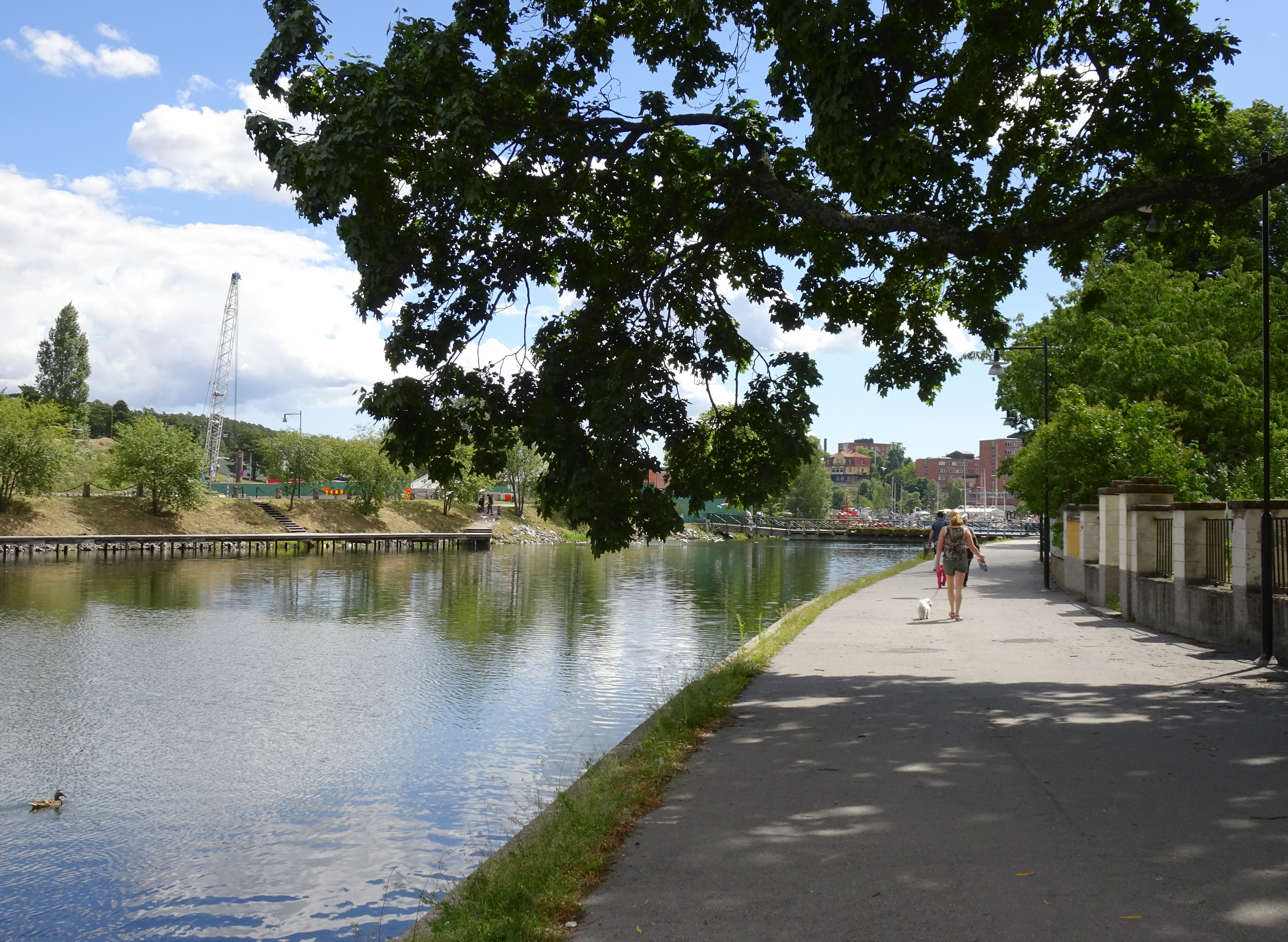
Strandgatan (promenaden), mot söder

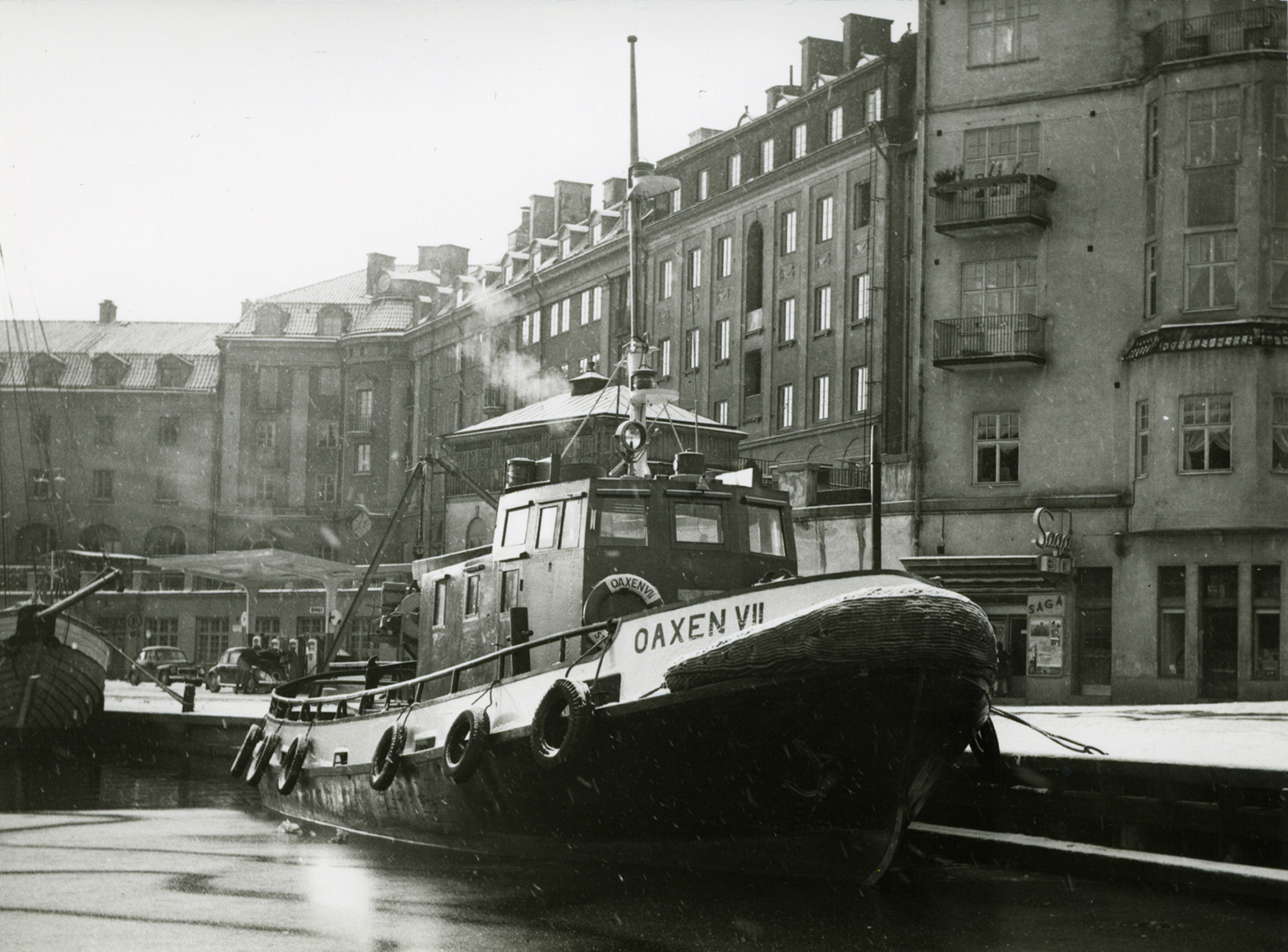
Bogserbåteten Oaxen VII vid Strandgatan, 1959

Strandgatan är en gata i centrala Södertälje i Stockholms län. Gatan löper längs västra sidan av sjön Maren och börjar vid Marenplan. En stor del av Strandgatan är utformad som en bilfri strandpromenad.

## Allmänt
Trots att det officiellt bara är den trafikerade gatan som bär namnet, så brukar hela strandpromenaden längs Marens västra strand benämnas Strandgatan i folkmun.
Strandgatan hade från början broförbindelser med Slussholmen tvärs över Maren. Den bron revs dock 1993 på grund av sin höga ålder. Därefter hölls otaliga debatter om huruvida en ny bro skulle uppföras. Som en kompromiss beslöt man sig för att anlägga en gång- och cykelbro - som skulle plockas bort under sommarhalvåret - och därmed skulle möjligheten att åka båt till centrala Södertälje bibehållas. Efter flera turer beslöt man sig dock för att bron skulle vara kvar året runt.
Idag leds biltrafiken fortfarande runt Maren, vanligtvis väljer bilisterna Ekdalsgatan. Man diskuterade även om det var möjligt att öppna upp Marenplan för biltrafik – och på så vis göra Strandgatan till en genomfartsgata. Kritikerna menar dock att detta starkt skulle påverka promenadstråket, då gatan i stort sett är bilfri idag. Fördelen skulle vara att man på så sätt skulle undvika att bygga en bro över själva Maren.

## Byggnader (urval)

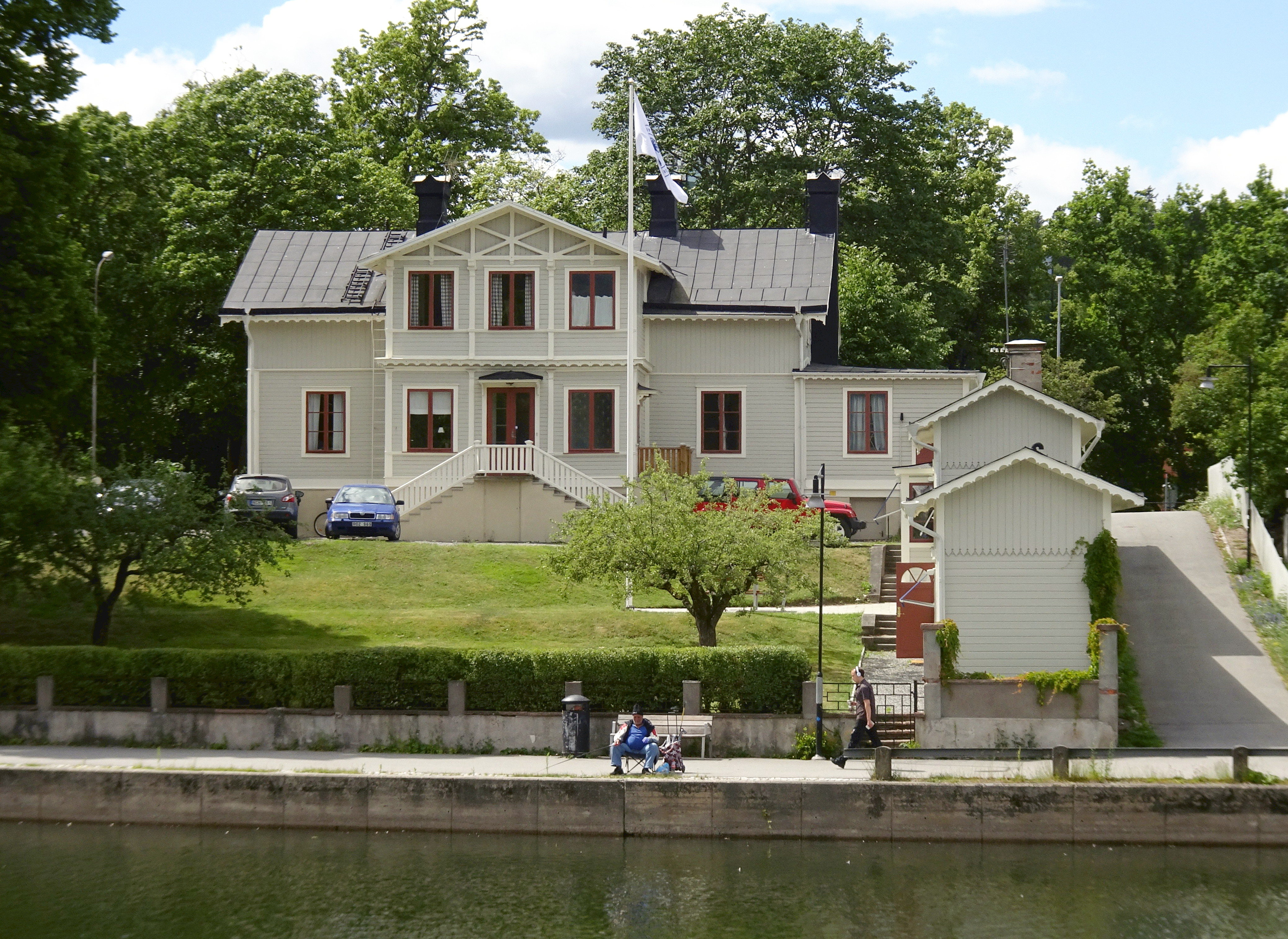
Vattumannen 1, vy från Strandgatan.

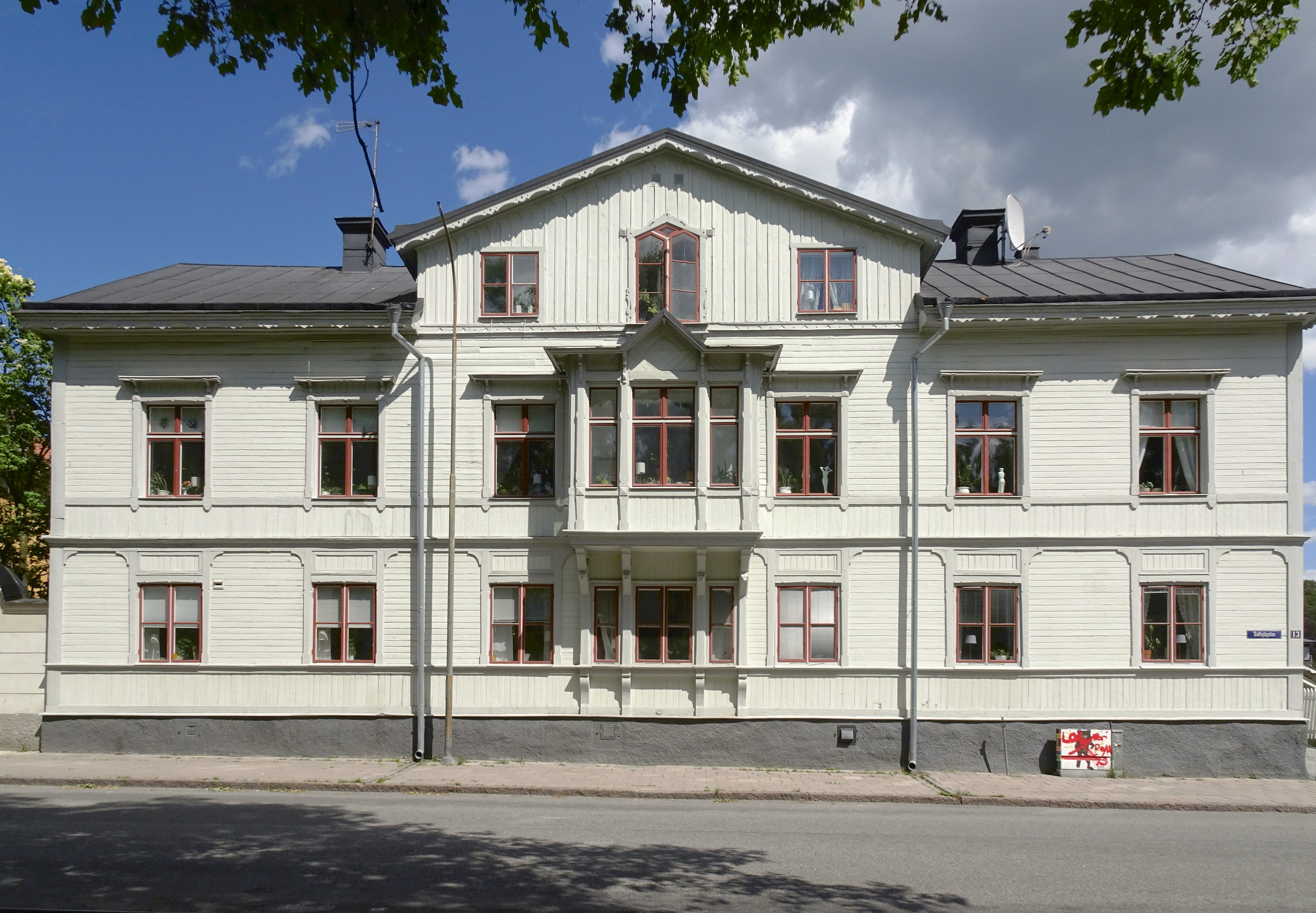
Skytten 2, ett av Södertäljes äldsta flerfamiljshus i trä.

I kvarteren mellan Strandgatan och Saltsjögatan (som löper parallellt och väster om Strandgatan) finns några kulturhistorisk intressanta byggnader. Flera är ritade av södertäljearkitekten Tore E:son Lindhberg:
- Väduren 2 (Järnagatan 3, Strandgatan 4): Byggnaden är ett bra exempel på 1920-talsklassicistisk arkitektur, ritad av arkitekten Tore E:son Lindhberg.

- Väduren 10 (Järnagatan 5, Saltsjögatan 1, Strandgatan 6): Ett stort flerfamiljshus som uppfördes 1922 efter ritningar av Tore E:son Lindhberg.  I hörnet Järnagatan/Saltsjögatan ligger apoteket S:t Ragnhild. Enligt kommunen har fastigheten ett mycket stort arkitektoniskt och  miljöskapande värde genom placeringen mellan Södertäljes paradgata, Järnagatan, och Strandgatan.

- Skytten 1 (Saltsjögatan 11): Ett exempel på en villa i två våningar utförd i 1920-talsklassicism; putsat med valmat tak och sexdelade fönster och med dekorationer som hörnkedjor, lisener och festonger. Mot trädgården finns en tillbyggnad som liknar Ornässtugan. Byggnaden är formgiven av Tore E:son Lindhberg som hade bostad och kontor här.

- Skytten 2 (Saltsjögatan 13): Troligen ett av Södertäljes äldsta flerfamiljshus i trä. Byggnaden är uppförd 1854 i tidstypisk panelarkitektur. Enligt kommunen har byggnaden, med uthus och trädgård, ett stort arkitektoniskt och miljöskapande värde.

- Vattumannen 1 (Saltsjögatan 15): Villa uppförd på 1860-tal i panelarkitektur med liggande och stående panel och lövsågeridekorationer. Uthus och trädgård mot ligger mot Saltsjögatan. Villan genomgick en större ombyggnad 1907 efter ritningar av arkitektkontoret Cederström & Borg.

- Vattumannen 2 (Saltsjögatan 17): Byggnaden (även kallad "Borgmästarvillan" och "Huset Ingenting") utfördes 1922 i italiensk villastil efter ritningar av Tore E:son Lindhberg, som då ritade om en äldre byggnad för borgmästaren Jakob Petterssons räkning. Han bodde i huset i två omgångar men hela 59 år sammanlagt. Villan ligger på en hörntomt med uthus och stor trädgård och utsikt över Strandgatan och Maren.